# Qarah Takānlū
Qarah Takānlū (persiska: قره تكانلو) är en ort i Iran.   Den ligger i provinsen Ardabil, i den nordvästra delen av landet, 500 km nordväst om huvudstaden Teheran. Qarah Takānlū ligger 193 meter över havet och antalet invånare är 206.
Terrängen runt Qarah Takānlū är huvudsakligen platt, men söderut är den kuperad. Qarah Takānlū ligger nere i en dal. Runt Qarah Takānlū är det ganska tätbefolkat, med 104 invånare per kvadratkilometer. Närmaste större samhälle är Borrān-e Pā'īn, 3,7 km sydost om Qarah Takānlū. Trakten runt Qarah Takānlū består i huvudsak av gräsmarker.